# Ayr
Pour les articles homonymes, voir AYR.
Ayr (en gaélique écossais, Inbhir Àir) est une ville portuaire située sur le Firth of Clyde, dans le sud-ouest de l'Écosse. La ville eut le statut de burgh royal de 1205 à 1975 et fut le chef-lieu de l'ancien comté d'Ayrshire. Ayr est la capitale administrative du council area du South Ayrshire. Elle est située dans la région de lieutenance d'Ayrshire and Arran. De 1975 à 1996, elle était la capitale administrative du district de Kyle and Carrick, au sein de la région du Strathclyde. Au recensement de 2006, la population de la ville s'élevait à 46 050 habitants. En 2002, elle fut l'une des quatre villes écossaises en compétition pour accueillir le jubilé d'or de la reine Élisabeth II (rôle qui fut attribué à Stirling).

## Histoire

### Moyen Âge
En 1197, un château fut construit au bord de la rivière Ayr. Peu de temps après, en 1205, le roi Guillaume créa un bourg à Ayr.
Le 26 avril 1315, le premier Parlement d'Écosse se réunit là, sous le règne de Robert Ier. La ville était autrefois connue comme Inverair ou Inverayr, et cet usage est encore conservé dans la forme gaélique écossais du nom « Inbhir air ».
En 1230, les frères Dominicains arrivèrent à Ayr. Selon une légende, les élites anglaises invitèrent des Écossais à une réunion à Ayr, à la fin du XIIIe siècle, mais ils les capturèrent et les pendirent. En guise de revanche, William Wallace mit le feu à des granges où les soldats anglais étaient hébergés et ils furent ainsi brûlés vifs. Malgré tout, Ayr était aux mains des Anglais de 1301 à 1312.
Au cours du XIVe siècle, Ayr prospéra. Alors qu'au XIIIe siècle, les maisons d'Ayr étaient faites de bois, les citoyens les plus riches commencèrent à reconstruire leurs maisons en pierre au XVe siècle.
Plus tard, la ville fut utilisée comme une base et forteresse pour quelques-uns des hommes de Cromwell. Cromwell construisit un énorme mur autour de certaines zones de la ville, dont la plupart sont encore visibles aujourd'hui. La tour St John's était, à l'origine, une grande église massive, mais elle fut détruite, et la tour fut utilisée par des laïcs.
Au XVIe siècle, Ayr restait un port très actif. La laine, le poisson et les peaux étaient exportés depuis Ayr, tandis que le vin et le sel y étaient importés. La population d'Ayr continua de croître et ceci, en dépit des épidémies de peste. Comme toutes les villes d'Écosse, Ayr souffrit d'épidémies  au cours des XVIe et XVIIe siècles. La peste frappa notamment la ville en 1545, 1585, 1587, 1597, 1601, 1606, et 1647. Heureusement, l'épidémie de 1647 fut la dernière.
Vers le milieu du XVIIe siècle, la population d'Ayr était probablement de plus de 2 000 habitants et elle continua de croître. Vers le milieu du XVIIIe siècle, elle était probablement autour de 4 000 habitants.
En 1760, Sir Thomas Wallace créa une nouvelle colonie qu'il appela Wallacetoun.
Dès la fin du XVIIe siècle, l'industrie textile prospéra. Aussi bien la laine que le lin étaient transformés à Ayr et une industrie de la chaussure s'y développa. Certains bâtiments datent de cette époque. La plus ancienne maison d'Ayr, le Loudon Hall, a été mentionné en premier lieu en 1534, alors qu'elle appartenait au shérif du comté d'Ayrshire. Puis, en 1652, les hommes d'Oliver Cromwell construisirent un fort, qui incorpora l'église St Jean-Baptiste. 
Un nouveau pont fut construit en 1788 et reconstruit plus tard en 1878.

### Époque moderne
Au XIXe siècle, une grande partie de l'Écosse fut transformée par la révolution industrielle. Toutefois, Ayr resta une ville d'importance locale et n'est jamais devenue un centre majeur de fabrication. On y trouvait des fonderies de fer, et le port continua de prospérer, avec notamment de grandes quantités de charbon exportées.
Malgré son incapacité à s'industrialiser, la population de Ayr augmenta rapidement. En 1801, la population de la paroisse de Ayr était presque de 5 500 habitants. Le long de la rivière, Newton avait une population d'un peu plus de 1 700 habitants. Selon les normes de l'époque, Ayr était une ville de taille raisonnable, et elle ne tarda pas à devenir beaucoup plus grande. En 1851, la population atteignait 21 000 et 31 000 à la fin du XIXe siècle.
Il y eut un certain nombre d'améliorations de la ville au cours du XIXe siècle. Dès 1826 les rues étaient éclairées au gaz. Après 1842, Ayr avait un approvisionnement en eau, et à la fin du XIXe siècle, les égouts étaient creusés. Les bâtiments publics furent érigés en 1830. La Tour de Wallace fut reconstruite en 1834 puis, la bibliothèque Carnegie en 1893. Au XIXe siècle, Ayr se développa comme une destination de vacances. Elle fut aidée par le chemin de fer à destination de Glasgow, qui ouvrit en 1840 et qui en permit l'accès à la ville par les touristes.

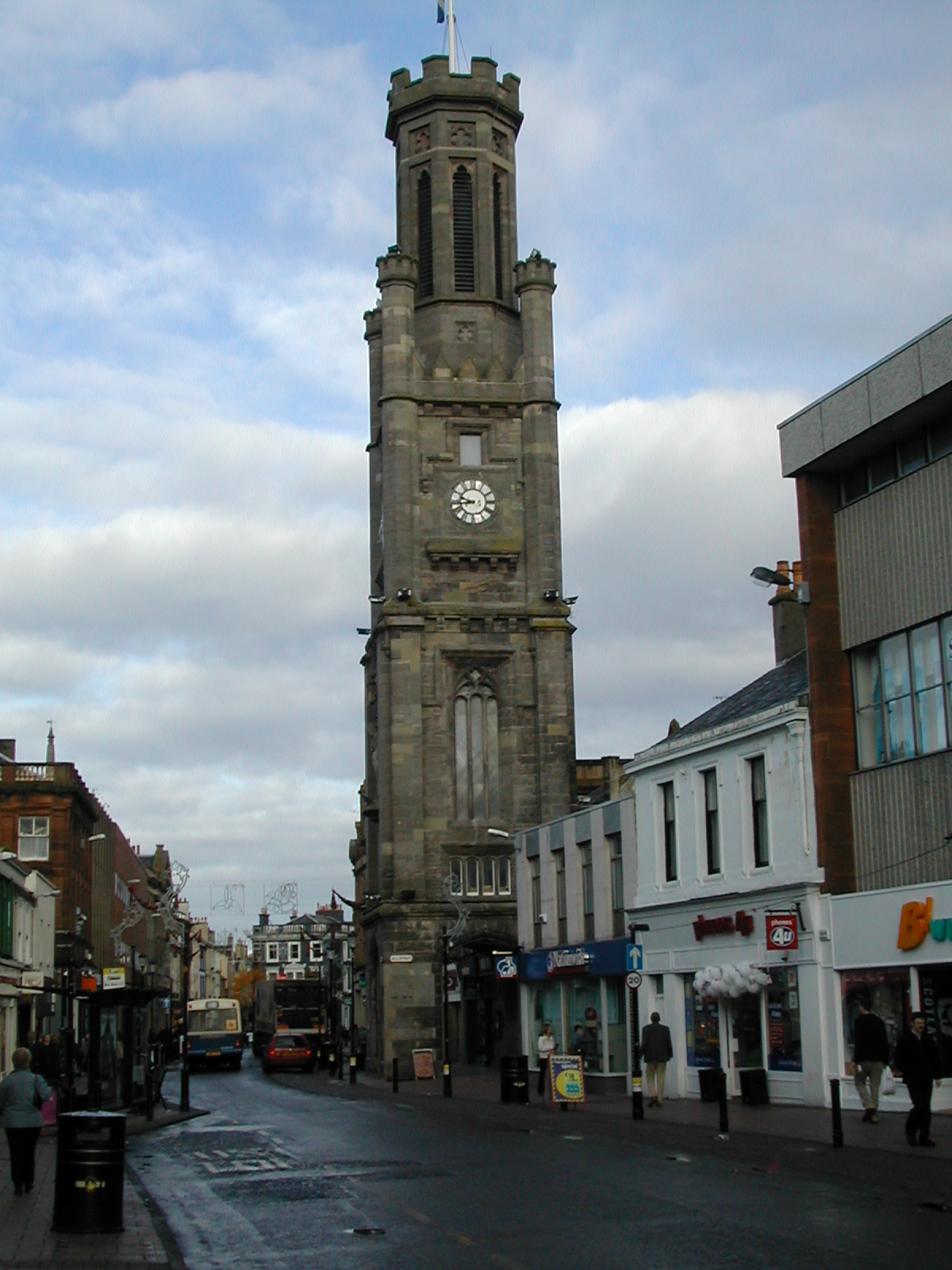
La Tour Wallace à Ayr.

En 1880, on trouvait déjà des lieux touristiques avec animations, une digue, des vendeurs de crème glacée et des croisières de plaisance. En 1902, le Comité du tourisme local ajouta des abris, des hébergements, des toilettes et des aires de baignade. En 1911, un nouveau pavillon s'ouvrit et accueillait des spectacles de variétés d'été. Tous ces aménagements contribuèrent à faire d'Ayr l'un des principaux sites touristiques à l'extérieur de Glasgow.
Au XXe siècle, Ayr continua de croître lentement. En 1951, la population de la ville était de 44 000 habitants. Dans les années 1920 et 1930, des logements sociaux furent construits, beaucoup d'autres furent construits après 1945. Ayr est restée une ville à vocation touristique et commerciale plutôt qu'industrielle. Toutefois, le port reste très actif. À partir de 1901, les tramways électriques parcoururent les rues d'Ayr, mais ils furent arrêtés en 1931.

## Sports
Le club de football Ayr United (né de la fusion entre Ayr FC et Ayr Parkhouse) et son stade de Somerset Park y sont basés.

## Personnalités nées dans la ville
- André Michel Ramsay, dit le chevalier de Ramsay (1686-1743), écrivain et philosophe.
- John Loudon McAdam (1756-1836), ingénieur et inventeur du revêtement routier qui porte son nom.
- Robert Burns (1759-1796), poète.
- William Maclure (1763-1840), géologue.
- William Dunlop Brackenridge (1810-1893), botaniste.
- William Crawford (1825-1869), peintre écossais.
- Thomas McIlwraith (1835-1900), homme politique, gouverneur du Queensland.
- Andrew Fairbairn Affleck (1874-1940), peintre.
- Bryden Thomson (1928-1991), chef d'orchestre écossais.
- Alan McInally (1963-), footballeur international écossais.
- Drew Galloway (1985-), catcheur de la WWE, mieux connu sous le nom de Drew McIntyre.

## Personnalités vivant dans la ville
- Simon Neil (1979-), chanteur et guitariste de Biffy Clyro

## Jumelage
- Saint-Germain-en-Laye (France) depuis le 6 octobre 1984

## Source de traduction
- (en) Cet article est partiellement ou en totalité issu de l’article de Wikipédia en anglais intitulé « Ayr » (voir la liste des auteurs).